# Ґощевиці
Ґощевиці (пол. Goszczewice) — село в Польщі, у гміні Пшитик Радомського повіту Мазовецького воєводства.
Населення — 155 осіб (2011).
У 1975-1998 роках село належало до Радомського воєводства.

## Демографія
Демографічна структура станом на 31 березня 2011 року:
|          | Загалом | Допрацездатний вік | Працездатний вік | Постпрацездатний вік |
| -------- | ------- | ------------------ | ---------------- | -------------------- |
| Чоловіки | 85      | 10                 | 65               | 10                   |
| Жінки    | 70      | 8                  | 40               | 22                   |
| Разом    | 155     | 18                 | 105              | 32                   |